# Pećno
Pećno je naseljeno mjesto u Republici Hrvatskoj u Zagrebačkoj županiji. 

## Zemljopis
Administrativno je u sastavu općine Krašić. Naselje se proteže na površini od 4,14 km².

## Stanovništvo
Prema popisu stanovništva iz 2001. godine u naselju Pećno žive 23 stanovnika i to u 11 kućanstava. Gustoća naseljenosti iznosi 5,56 st./km².
| broj stanovnika | 467   | 414   | 415   | 456   | 478   | 215   | 197   | 215   | 147   | 146   | 137   | 119   | 92    | 46    | 23    | 10    | 3     |
|                 | 1857. | 1869. | 1880. | 1890. | 1900. | 1910. | 1921. | 1931. | 1948. | 1953. | 1961. | 1971. | 1981. | 1991. | 2001. | 2011. | 2021. |